# Острво Фајлака
Острво Фајлака (арап. فيلكا‎; кувајтски арапски: فيلچه) је острво у Кувајту, смештено у Персијском заливу. Налази се 20 km од обале Кувајта. Назив „Фајлака“ се сматра изведеницом од старогрчке речи φυλάκιο, што значи „предстража” или „извидница“.
Острво Фајлака се налази 50 km југоисточно од ушћа река Тигар и Еуфрат у Персијском заливу. Хиљадама година ово острво је представљало стратешки важан положај за контролу профитабилне трговине која се одвијала дуж Персијског залива. Фајлака има стратешки значај још од успона сумерског града-државе Ур. Све до Заливског рата, ово острво је било најдуже континуирано насељено место у Кувајту.

## Историја

### Антика
Острво Фајлака је било насељено након 2000. године пре нове ере, након пада нивоа мора. Фајлака је била стратешки важна локација од времена успона сумерског града-државе Ур у 3. миленијуму пре нове ере. Месопотамци су први насељавали острво Фајлака око 2000. године пре нове ере. Трговци из сумерског града Ур насељавали су Фајлаку и бавили се трговином. На острву су пронађене бројне грађевине у месопотамском стилу, типичне за подручје данашњег Ирака, датиране у око 2000. годину пре нове ере.
Током периода Дилмуна (од око 3000. године пре нове ере), Фајлака је била позната под именом „Агарум“, земља бога Ензака, великог божанства цивилизације Дилмун, према сумерским клинастим текстовима пронађеним на острву. Током неовавилонског периода, Ензак је био идентификован са богом Набуом, старом месопотамском божанством писмености, рационалних уметности, писара и мудрости. Као део цивилизације Дилмун, Фајлака је представљала важно средиште цивилизације од краја 3. до средине 1. миленијума пре нове ере.
Иако научни консензус сматра да се древни Дилмун простире на три савремене локације, источну обалу Арабијског полуострва од подручја данашњег Кувајта до Бахреина, острво Бахреин и острво Фајлака у Кувајту, мало истраживача је узело у обзир радикално различиту географију басена коју је представљао Персијски залив пре његовог поновног пуњења морем, када је ниво мора порастао око 6000. године пре нове ере.
Трговачка моћ Дилмуна почела је да опада након 1800. године пре нове ере. Пиратство је цветало широм региона током пропадања Дилмуна. Након 600. године пре нове ере, Вавилонци су анектирали Дилмун у своје царство.
Након цивилизације Дилмуна, острво Фајлака су насељавали Касити из Месопотамије и било је формално под влашћу каситске династије Вавилона. Истраживања показују да трагови људског насељавања на острву Фајлака датирају од краја 3. миленијума пре нове ере и трају све до 20. века нове ере. Многи од артефаката пронађених на Фајлаки повезани су са месопотамским цивилизацијама и указују да је Фајлака постепено била увучена у цивилизацију чије је средиште било у Антиохији.
У време владавине Набухаднезара II, Фајлака је била под вавилонском контролом. Клинописни документи пронађени на Фајлаки указују на присуство Вавилонаца у популацији острва. Током периода Неовавилонског царства, вавилонски краљеви су боравили на Фајлаки, Набонид је имао свог гувернера на острву, а Набухаднезар II је имао палату и храм на Фајлаки. На острву су такође постојали храмови посвећени обожавању Шамаша, месопотамског бога сунца из вавилонског пантеона.
Након наизглед седам векова напуштености, залив Кувајта је поново насељен током Ахеменидског периода (око 550–330. године пре нове ере). У 4. веку пре нове ере, антички Грци су колонизовали залив Кувајта под Александром Великим. Грци су копнени део Кувајта називали Лариса, а острво Фајлака добило је име Икарос.
Према наводима Страбона и Аријана, Александар Велики је дао острву име Икарос јер је подсећало на егејско острво истог имена по величини и облику. Разни елементи грчке митологије били су помешани са локалним култовима на Фајлаки. Икарос је такође био назив истакнутог града који се налазио на острву Фајлака.
Према другом извештају, када се Александар Велики вратио из индијске кампање у Персију, наредио је да се острво назове Икарос, по егејском острву Икарос. Друго тумачење наводи да је име Икарос било под утицајем локалног храма Е-кара, посвећеног вавилонском богу сунца Шамашу. Чињеница да су и Фајлака и егејски Икарос имали култове бика додатно је учврстила ову идентификацију.
Током хеленистичког периода, на острву се налазио храм Артемиде. Дивље животиње на острву биле су посвећене богињи и нико није смео да их повреди. Страбон је писао да је на острву постојао храм Аполона и пророчиште Артемиде. Острво такође помињу Стефан Византијски и Птолемеј.
Остаци насеља на острву укључују велики хеленистички утврђени град и два грчка храма. Фајлака је била и трговачка станица у оквиру краљевине Каракена. На хеленистичком утврђењу на Фајлаки, свиње су чиниле 20% укупне популације животиња, али остаци свиња нису пронађени у оближњем насељу Аказ.
Највероватније је Неарх био први Грк који је истраживао Фајлаку. Острво су додатно посетили и прегледали Архија, Андростен из Таса и Хијерон II током три експедиције које је Александар Велики наредио 324. године пре нове ере. Фајлака је била утврђена и насељена током владавине Селеука I или Антиоха I.
У време Александра Великог, ушће реке Еуфрат се налазило у северном Кувајту. Река Еуфрат текла је директно у Персијски залив преко канала Хор Субија, који је тада био речни ток. Фајлака се налазила 15 километара од ушћа Еуфрата. До 1. века пре нове ере, речни канал Хор Субија се потпуно осушио.
Године 127. п. н. е. основана је краљевина Каракена око Тередона на подручју данашњег Кувајта. Каракена је била усредсређена на регион јужне Месопотамије, укључујући и острво Фајлаку. У време Партског царства, Фајлака је била важна трговачка станица Каракене.
Фајлака је такође била под утицајем Ахеменидског царства. О томе сведоче арамејски натписи који потврђују присуство Ахеменида.
Постоје и остаци насеља из позносасанидског и раног до позног исламског периода широм Фајлаке.
Хришћанска несторијанска насеља цветала су на Фајлаки од 5. до 9. века. Археолошка ископавања открила су неколико фарми, села и две велике цркве које датирају из 5. и 6. века. Археолози тренутно врше ископавања на оближњим локалитетима како би разумели обим насеља која су цветала у 8. и 9. веку. Према старом предању са острва, једна заједница се развила око хришћанског мистика и пустињака. Та мала насеља и фарме су на крају напуштени. Остаци несторијанских цркава из византијског периода пронађени су у месту Ал-Кусур на Фајлаки. Керамика са тог локалитета датира од прве половине 7. века па све до 9. века.

### Модерно доба
Племе Ал-Авазим сматра се првим становницима острва у модерно доба. Године 1682. шеик Мусаид ал-Азми, који је рођен на острву, објавио је копију Мувете имама Малика, која се сматра најстаријим документом у модерној историји Кувајта.
Пре ирачке инвазије 1990. године, на острву је живело преко две хиљаде становника и било је више школа. Село Ал-Зур (или Зор) налази се близу средине северозападне стране острва. То је било најдуже континуирано насељено место у Кувајту. Током 1990. и 1991. године, ирачке окупационе снаге су испразниле острво, протерале све становнике на копно, минирале плаже и користиле инфраструктуру и зграде за војне вежбе и као мете за гађање. Године 1991, савезничке снаге су приморале ирачку војску да се преда бомбардовањем и психолошким операцијама.
Систем за одвођење отпадних вода је уништен и још увек није потпуно обновљен. Такође, многе старе куће су празне и у рушевном стању.
Након рата, Фајлака је очишћена од мина, али се и даље делимично користи у војне сврхе. Ипак, острво Фајлака постаје све популарније излетиште за становнике Кувајта, захваљујући успостављању комплекса Wanasa Beach са живом музиком, јахањем коња, кануингом и кајакаштвом.

## Клима, географија и будућност
Острво Фајлака налази се у северном делу Персијског залива. Пролеће на острву Фајлака посебно је драгоцено за Кувајћане. Фајлака има сасвим другачији екосистем од копненог дела Кувајта, бујање цвећа и промене температуре су веома цењени. Иако је инфраструктура на острву и даље слабо развијена, Фајлака почиње да развија локалну туристичку индустрију засновану на риболову, пловидби, пливању, једрењу и другим спортовима на води.
Малобројни преостали становници су углавном Фајлакани који су са својим породицама живели на острву пре ирачке инвазије 1990. године. Већина Фајлакана има сопствене чамце. Док су неки укључени у туризам, многи други су резервисани и не желе да туризам наруши мир и тишину живота на острву. Неке породице Фајлакана, иако сада живе у копненом делу Кувајта, редовно посећују острво током викенда.
У Кувајту, на копну, разматрају се различити планови за изградњу моста до острва и развој Фајлаке.
Дана 15. јула 2024. године, државна нафтна компанија Kuwait Petroleum Corporation објавила је да је открила „велико“ налазиште лаке нафте и придруженог гаса у приобалном пољу источно од острва Фајлака. Прелиминарне процене указују на резерве од око 2,1 милијарди барела лаке нафте и 5,1 трилион стандардних кубних стопа гаса, што износи око 3,2 милијарде барела нафте.

## Археологија
Локацију на острву Фајлака ископавао је дански тим на челу са Џефријем Бибијем од 1958. до 1963. године. Истраживали су на четири локалитета  у југозападном углу острва Фајлака. Два локалитета датирани су у рани II миленијум пре нове ере, а покривали су површину од око 7500 квадратних метара, на висини од око 4 метра.
Пронађено је око 50 цилиндричних печата и око 400 печата-штампи. Најстарији цилиндрични печати потичу из пост-акадског, Ур III периода и старовавилонског периода, али већина припада митанском и каситском периоду, са неколико печата еламског порекла из времена друге династије Исина. Већина печата-штампи је била дилмунског типа, прво откривеног у древном граду Ур. Неколико печата има натписе на клинастом писму, укључујући један који гласи: „Мардук, изврсни кнез, милостиви бог, хваљен на небу и на земљи, смилуј се“. Током година, на локацији је пронађен низ натписа на клинастом писму, урезаних камених фрагмената и фрагмената таблица.
Утврђена је хронологија локалитета:
- Период 4Б – око 1300–1400. п. н. е.
- Период 4А – око 1400–1500. п. н. е, каситски период
- Период 3Б – око 1500–1600. п. н. е.
- Период 3А – око 1600–1700. п. н. е, старовавилонски период
- Период 2Б – око 1700–1800. п. н. е.
- Периоди 1/2А – око 1800–2200. п. н. е, Исин-Ларса и Ур III периоди

Тим из Сједињених Америчких Држава радио је на локалитету 1974. и 1975. године, након рекогносцирања 1972. године. Француски тим је између 1984. и 1988. године (након претходног истраживања 1983) ископавао локалитет. Многи рани камени блокови су уклоњени током изградње оближње хеленистичке тврђаве. Мали локалитет (висок 1,8 метара) отворен је на северном делу, где су пронађена два нивоа насеља из око 2000. године п. н. е, пре него што је достигнут слој девичанског тла. На хеленистичком локалитету, ископан је један светилишни комплекс са бројним посвећеним предметима. Међу малим налазима налазили су се неколико бронзаних новчића, велики број гвоздених или бронзаних врхова стрела, прстенови, стеатитски печат и бројни камени прстенови за рибарске мреже. Неколико стотина метара северно, мали локалитет Тел Хазне, углавном опљачкан од стране мештана, био је ископан, при чему је пронађен блок са арамејским натписом.
Грузијски тим је радио на ископавањима на Фајлаки између 2011. и 2017. године, фокусирајући се на подручје Ал-Авазим на североисточној обали острва. Италијански тим је радио на острву од 2010. до 2014. године. После истраживања 2012. године, пољски тим је радио на исламском локалитету Хараиб ел-Дешт на северозападном делу острва у 2013, 2015. и 2016. години. Археолози из Словачке и Грчке такође су радили на острву. Постоје индикације да је локалитет био насељен и у нововавилонском периоду, на основу једног гроба и натписа на темељном камену (пронађеног поново коришћеног у модерној кући), који гласи: „Ова палата припада Навуходоносору, краљу Вавилона“.
Године 2025. археолози су открили једно двориште и зграду на Ал-Куреинији, датирајући у хеленистички период. Откриће је важно јер показује хеленистичко присуство и у северном делу острва.

## Насељеност
Већина Кувајћана са острва Фајлака потиче од Иранаца. Првобитно су мигрирали на Фајлаку са иранске обале, углавном са острва Харк и из града Бандар Ленге. У земљама Савета за сарадњу арапских држава залива познати су под именом Хувала. Претежно су сунити и течно говоре арапски, иако су пре открића нафте такође говорили и персијски. Најважније насеље Хувала на Фајлаци чинило је 40 породица које су се у годинама 1841–1842. доселиле са иранског острва Харк. Најновије досељавање догодило се почетком 1930-их година, након што је Реза Шах Пахлави наметнуо закон о скидању велова. Мањи број кувајтских породица на Фајлаци су шиити персијског порекла. Познато је да су имали своје хусеиније, а старије генерације су често говориле арапски, за разлику од кувајтских шита персијског порекла који су живели у главном граду Кувајту у то време.